# کارین بردلند
کارین بردلند (انگلیسی: Karin Bredland؛ زادهٔ ۷ ژانویهٔ ۱۹۷۸) بازیکن فوتبال اهل نروژ است.
وی همچنین در تیم ملی فوتبال زنان نروژ بازی کرده‌است.